# هریک
هریک (ارمنی: Հերիկ، ترکی آذربایجانی: Əhmadli) یک منطقهٔ مسکونی در جمهوری آرتساخ است که در استان کاشاتاق واقع شده‌است